# Station Hashimoto (Kyoto)
Station Hashimoto  (橋本駅, Hashimoto-eki) is een spoorwegstation in de Japanse stad Yawata. Het wordt aangedaan door de Keihan-lijn. Het station heeft twee sporen, gelegen aan twee zijperrons.

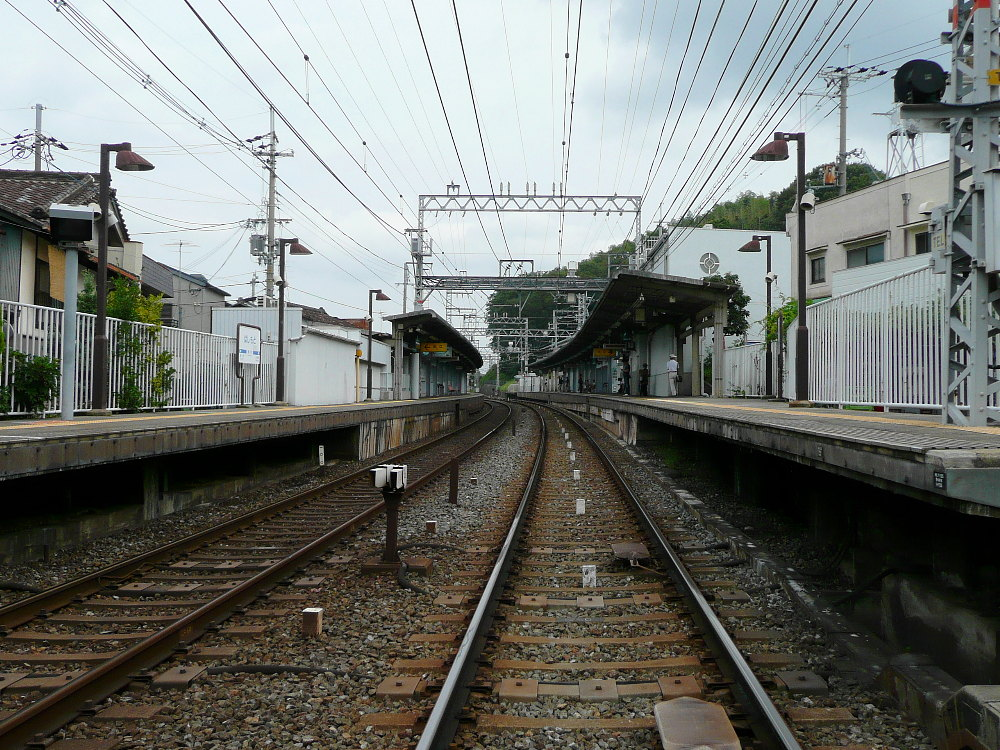
Perrons en sporen.

## Treindienst

#### Keihan-lijn
| 1 | ■ Keihan-lijn | richting Chūshojima, Sanjō en Demachiyanagi                |
| 2 | ■ Keihan-lijn | richting Hirakatashi, Kyōbashi, Yodoyabashi en Nakanoshima |

## Geschiedenis
Het station werd geopend in 1910. In 1917 werd het station getroffen door een overstroming en in 1965 werd het oude station vervangen door het huidige.

## Overig openbaar vervoer
Bussen van Keihan.

## Stationsomgeving
- Hashimoto Kibōgaoka (nieuwbouwwijk)
- Arakashi-park
- Saiyū-tempel